# Franz Seghers
Franz Seghers (ou Segers), né à Bruxelles en 1849 et mort en 1939, est un peintre belge portraitiste, peintre de fleurs et de fruits et peintre décorateur.
Élève à l'école de dessin d'Ixelles, d'Émile Bouilliot et de Jean-Baptiste Meunier et à l'académie des beaux-arts de Bruxelles, puis de Jean-Paul Laurens à Paris en 1882, il participe à de nombreuses expositions et aux salons triennaux de Bruxelles, Gand, Anvers et Liège. Il expose à Paris, Chicago, Barcelone.
Il est un des membres fondateurs du groupe L'Essor.